# Eleições legislativas portuguesas de 1983 no distrito de Braga
| Eleições legislativas portuguesas de 1983 Distritos: Aveiro \| Beja \| Braga \| Bragança \| Castelo Branco \| Coimbra \| Évora \| Faro \| Guarda \| Leiria \| Lisboa \| Portalegre \| Porto \| Santarém \| Setúbal \| Viana do Castelo \| Vila Real \| Viseu \| Açores \| Madeira \| Estrangeiro |

## Resultados por Concelho
Os resultados nos concelhos do Distrito de Braga foram os seguintes:

### Amares
| Partido                 | Partido                      | Votos  | %               | +/-   |
| ----------------------- | ---------------------------- | ------ | --------------- | ----- |
|                         | Partido Social Democrata     | 2 846  | 31,83 / 100,00  | -     |
|                         | Partido Socialista           | 2 742  | 30,67 / 100,00  | 11,83 |
|                         | Centro Democrático Social    | 2 489  | 27,84 / 100,00  | -     |
|                         | Aliança Povo Unido           | 289    | 3,23 / 100,00   | 0,57  |
|                         | Partido da Democracia Cristã | 108    | 1,21 / 100,00   | 0,77  |
|                         | Outros                       | 225    | 2,51 / 100,00   |       |
| Votos Inválidos         | Votos Inválidos              | 241    | 2,69 / 100,00   | 0,06  |
| Total                   | Total                        | 8 940  | 100,00 / 100,00 |       |
| Eleitorado/Participação | Eleitorado/Participação      | 11 036 | 81,01 / 100,00  | 6,73  |

### Barcelos
| Partido                 | Partido                      | Votos  | %               | +/-   |
| ----------------------- | ---------------------------- | ------ | --------------- | ----- |
|                         | Partido Social Democrata     | 22 613 | 41,18 / 100,00  | -     |
|                         | Partido Socialista           | 17 110 | 31,16 / 100,00  | 10,12 |
|                         | Centro Democrático Social    | 8 588  | 15,64 / 100,00  | -     |
|                         | Aliança Povo Unido           | 3 121  | 5,68 / 100,00   | 0,43  |
|                         | Partido da Democracia Cristã | 652    | 1,19 / 100,00   | 0,95  |
|                         | Outros                       | 1 455  | 2,65 / 100,00   |       |
| Votos Inválidos         | Votos Inválidos              | 1 374  | 2,50 / 100,00   | 0,58  |
| Total                   | Total                        | 54 913 | 100,00 / 100,00 |       |
| Eleitorado/Participação | Eleitorado/Participação      | 65 399 | 83,97 / 100,00  | 5,86  |

### Braga
| Partido                 | Partido                   | Votos  | %               | +/-  |
| ----------------------- | ------------------------- | ------ | --------------- | ---- |
|                         | Partido Socialista        | 29 459 | 42,60 / 100,00  | 9,46 |
|                         | Partido Social Democrata  | 14 267 | 20,63 / 100,00  | -    |
|                         | Centro Democrático Social | 11 400 | 16,49 / 100,00  | -    |
|                         | Aliança Povo Unido        | 9 854  | 14,25 / 100,00  | 1,41 |
|                         | Outros                    | 2 298  | 3,31 / 100,00   |      |
| Votos Inválidos         | Votos Inválidos           | 1 873  | 2,71 / 100,00   | 0,59 |
| Total                   | Total                     | 69 151 | 100,00 / 100,00 |      |
| Eleitorado/Participação | Eleitorado/Participação   | 83 764 | 82,55 / 100,00  | 7,54 |

### Cabeceiras de Basto
| Partido                 | Partido                      | Votos  | %               | +/-   |
| ----------------------- | ---------------------------- | ------ | --------------- | ----- |
|                         | Partido Socialista           | 3 811  | 39,55 / 100,00  | 11,67 |
|                         | Partido Social Democrata     | 3 365  | 34,92 / 100,00  | -     |
|                         | Centro Democrático Social    | 1 698  | 17,62 / 100,00  | -     |
|                         | Aliança Povo Unido           | 242    | 2,51 / 100,00   | 1,00  |
|                         | Partido da Democracia Cristã | 99     | 1,03 / 100,00   | 0,66  |
|                         | Outros                       | 221    | 2,29 / 100,00   |       |
| Votos Inválidos         | Votos Inválidos              | 200    | 2,08 / 100,00   | 0,10  |
| Total                   | Total                        | 9 636  | 100,00 / 100,00 |       |
| Eleitorado/Participação | Eleitorado/Participação      | 12 473 | 77,25 / 100,00  | 9,17  |

### Celorico de Basto
| Partido                 | Partido                      | Votos  | %               | +/-  |
| ----------------------- | ---------------------------- | ------ | --------------- | ---- |
|                         | Centro Democrático Social    | 3 910  | 34,95 / 100,00  | -    |
|                         | Partido Socialista           | 3 141  | 28,08 / 100,00  | 9,43 |
|                         | Partido Social Democrata     | 2 895  | 25,88 / 100,00  | -    |
|                         | Aliança Povo Unido           | 370    | 3,31 / 100,00   | 1,31 |
|                         | Partido da Democracia Cristã | 148    | 1,32 / 100,00   | 1,02 |
|                         | Partido Popular Monárquico   | 121    | 1,08 / 100,00   | -    |
|                         | Outros                       | 240    | 2,13 / 100,00   |      |
| Votos Inválidos         | Votos Inválidos              | 362    | 3,23 / 100,00   | 0,33 |
| Total                   | Total                        | 11 187 | 100,00 / 100,00 |      |
| Eleitorado/Participação | Eleitorado/Participação      | 15 094 | 74,12 / 100,00  | 9,29 |

### Esposende
| Partido                 | Partido                      | Votos  | %               | +/-   |
| ----------------------- | ---------------------------- | ------ | --------------- | ----- |
|                         | Centro Democrático Social    | 4 686  | 32,03 / 100,00  | -     |
|                         | Partido Social Democrata     | 4 497  | 30,74 / 100,00  | -     |
|                         | Partido Socialista           | 3 704  | 25,32 / 100,00  | 10,40 |
|                         | Aliança Povo Unido           | 824    | 5,63 / 100,00   | 0,40  |
|                         | Partido da Democracia Cristã | 162    | 1,11 / 100,00   | 0,71  |
|                         | Outros                       | 347    | 2,37 / 100,00   |       |
| Votos Inválidos         | Votos Inválidos              | 408    | 2,78 / 100,00   | 0,75  |
| Total                   | Total                        | 14 628 | 100,00 / 100,00 |       |
| Eleitorado/Participação | Eleitorado/Participação      | 18 173 | 80,49 / 100,00  | 5,63  |

### Fafe
| Partido                 | Partido                      | Votos  | %               | +/-  |
| ----------------------- | ---------------------------- | ------ | --------------- | ---- |
|                         | Partido Socialista           | 11 160 | 45,38 / 100,00  | 9,35 |
|                         | Partido Social Democrata     | 6 629  | 26,96 / 100,00  | -    |
|                         | Centro Democrático Social    | 3 388  | 13,78 / 100,00  | -    |
|                         | Aliança Povo Unido           | 1 777  | 7,23 / 100,00   | 0,01 |
|                         | Partido da Democracia Cristã | 275    | 1,12 / 100,00   | 0,84 |
|                         | Outros                       | 627    | 2,55 / 100,00   |      |
| Votos Inválidos         | Votos Inválidos              | 735    | 2,98 / 100,00   | 0,23 |
| Total                   | Total                        | 24 591 | 100,00 / 100,00 |      |
| Eleitorado/Participação | Eleitorado/Participação      | 31 321 | 78,51 / 100,00  | 9,06 |

### Guimarães
| Partido                 | Partido                    | Votos  | %               | +/-  |
| ----------------------- | -------------------------- | ------ | --------------- | ---- |
|                         | Partido Socialista         | 37 669 | 47,66 / 100,00  | 9,31 |
|                         | Partido Social Democrata   | 13 658 | 17,28 / 100,00  | -    |
|                         | Centro Democrático Social  | 12 866 | 16,28 / 100,00  | -    |
|                         | Aliança Povo Unido         | 9 907  | 12,54 / 100,00  | 1,54 |
|                         | Partido Popular Monárquico | 1 023  | 1,29 / 100,00   | -    |
|                         | Outros                     | 1 916  | 2,43 / 100,00   |      |
| Votos Inválidos         | Votos Inválidos            | 1 990  | 2,52 / 100,00   | 0,24 |
| Total                   | Total                      | 79 029 | 100,00 / 100,00 |      |
| Eleitorado/Participação | Eleitorado/Participação    | 93 139 | 84,85 / 100,00  | 6,73 |

### Póvoa de Lanhoso
| Partido                 | Partido                      | Votos  | %               | +/-   |
| ----------------------- | ---------------------------- | ------ | --------------- | ----- |
|                         | Partido Social Democrata     | 4 080  | 37,77 / 100,00  | -     |
|                         | Partido Socialista           | 3 757  | 34,78 / 100,00  | 11,07 |
|                         | Centro Democrático Social    | 1 823  | 16,87 / 100,00  | -     |
|                         | Aliança Povo Unido           | 370    | 3,42 / 100,00   | 0,68  |
|                         | Partido da Democracia Cristã | 141    | 1,31 / 100,00   | 1,08  |
|                         | Outros                       | 308    | 2,86 / 100,00   |       |
| Votos Inválidos         | Votos Inválidos              | 324    | 3,00 / 100,00   | 0,09  |
| Total                   | Total                        | 10 803 | 100,00 / 100,00 |       |
| Eleitorado/Participação | Eleitorado/Participação      | 13 553 | 79,71 / 100,00  | 6,66  |

### Terras de Bouro
| Partido                 | Partido                      | Votos | %               | +/-  |
| ----------------------- | ---------------------------- | ----- | --------------- | ---- |
|                         | Partido Social Democrata     | 2 762 | 50,20 / 100,00  | -    |
|                         | Partido Socialista           | 1 293 | 23,50 / 100,00  | 7,92 |
|                         | Centro Democrático Social    | 741   | 13,47 / 100,00  | -    |
|                         | Aliança Povo Unido           | 289   | 5,25 / 100,00   | 0,01 |
|                         | Partido da Democracia Cristã | 93    | 1,69 / 100,00   | 1,12 |
|                         | Partido Popular Monárquico   | 77    | 1,40 / 100,00   | -    |
|                         | Outros                       | 118   | 2,14 / 100,00   |      |
| Votos Inválidos         | Votos Inválidos              | 129   | 2,34 / 100,00   | 0,36 |
| Total                   | Total                        | 5 502 | 100,00 / 100,00 |      |
| Eleitorado/Participação | Eleitorado/Participação      | 6 828 | 80,58 / 100,00  | 6,06 |

### Vieira do Minho
| Partido                 | Partido                      | Votos  | %               | +/-  |
| ----------------------- | ---------------------------- | ------ | --------------- | ---- |
|                         | Partido Social Democrata     | 3 348  | 39,56 / 100,00  | -    |
|                         | Partido Socialista           | 2 685  | 31,72 / 100,00  | 9,86 |
|                         | Centro Democrático Social    | 898    | 10,61 / 100,00  | -    |
|                         | Aliança Povo Unido           | 600    | 7,09 / 100,00   | 0,29 |
|                         | Partido da Democracia Cristã | 183    | 2,16 / 100,00   | 1,94 |
|                         | Partido Popular Monárquico   | 142    | 1,68 / 100,00   | -    |
|                         | Outros                       | 260    | 3,08 / 100,00   |      |
| Votos Inválidos         | Votos Inválidos              | 348    | 4,11 / 100,00   | 0,51 |
| Total                   | Total                        | 8 464  | 100,00 / 100,00 |      |
| Eleitorado/Participação | Eleitorado/Participação      | 11 708 | 72,29 / 100,00  | 8,88 |

### Vila Nova de Famalicão
| Partido                 | Partido                   | Votos  | %               | +/-   |
| ----------------------- | ------------------------- | ------ | --------------- | ----- |
|                         | Partido Socialista        | 27 056 | 45,59 / 100,00  | 12,44 |
|                         | Partido Social Democrata  | 14 490 | 24,41 / 100,00  | -     |
|                         | Centro Democrático Social | 9 835  | 16,57 / 100,00  | -     |
|                         | Aliança Povo Unido        | 5 064  | 8,53 / 100,00   | 0,45  |
|                         | Outros                    | 1 672  | 2,83 / 100,00   |       |
| Votos Inválidos         | Votos Inválidos           | 1 233  | 2,08 / 100,00   | 0,54  |
| Total                   | Total                     | 59 350 | 100,00 / 100,00 |       |
| Eleitorado/Participação | Eleitorado/Participação   | 70 097 | 84,67 / 100,00  | 7,58  |

### Vila Verde
| Partido                 | Partido                      | Votos  | %               | +/-   |
| ----------------------- | ---------------------------- | ------ | --------------- | ----- |
|                         | Centro Democrático Social    | 6 969  | 31,49 / 100,00  | -     |
|                         | Partido Social Democrata     | 6 828  | 30,85 / 100,00  | -     |
|                         | Partido Socialista           | 6 036  | 27,28 / 100,00  | 10,20 |
|                         | Aliança Povo Unido           | 613    | 2,77 / 100,00   | 0,93  |
|                         | Partido Popular Monárquico   | 330    | 1,49 / 100,00   | -     |
|                         | Partido da Democracia Cristã | 286    | 1,29 / 100,00   | 0,93  |
|                         | Outros                       | 376    | 1,71 / 100,00   |       |
| Votos Inválidos         | Votos Inválidos              | 692    | 3,13 / 100,00   | 0,40  |
| Total                   | Total                        | 22 130 | 100,00 / 100,00 |       |
| Eleitorado/Participação | Eleitorado/Participação      | 28 562 | 77,48 / 100,00  | 7,64  |